# Novooleksiivka
Novooleksiivka (en (ucraïnès): Новоолексіївка, en rus: Новоалексеевка, Novoalekséievka) és un poble de la República Autònoma de Crimea a Ucraïna, que el 2014 tenia 630 habitants. Pertany al districte de Krasnogvardiiske.